# Crown Resorts
Crown Resorts ist ein australisches Unternehmen mit Firmensitz in Melbourne, das Spielbanken und Hotels betreibt. Das Unternehmen ist seit dem 3. Dezember 2007 an der Australian Securities Exchange und im Aktienindex S&P/ASX 200 gelistet. Das Unternehmen war auch Teil des S&P/ASX 50. Crown Limited übernahm die Position der ehemaligen Muttergesellschaft Publishing and Broadcasting Limited. Im Geschäftsjahr 2012/2013 setzte die Unternehmensgruppe 2,894 Milliarden AUD (1,679 Milliarden EUR), bei einem Netto-Gewinn von 395,8 Millionen AUD, um.
Entstanden ist das Unternehmen im November 2007 durch einen Spin-off der damaligen Muttergesellschaft Publishing and Broadcasting Limited, die sich im Anschluss in Consolidated Media Holdings umbenannte. Vorausgegangen war im Mai 2007 die Ankündigung, dass eine Aufteilung in die Unternehmen Crown Limited sowie Consolidated Media Holdings erfolgen soll. Im November 2007 wurde die Aufspaltung von den Aktionären beschlossen und zum Ende des gleichen Monats wirksam.

## Beteiligungen
Crown Limited ist an folgenden Unternehmen beteiligt (ohne Angabe einer Prozentzahl gleich 100 Prozent), daneben bestehen noch Beteiligungen an weiteren 38 Unternehmen, die im Konzernabschluss aufgeführt werden, aber keinen eigenen Abschluss vorlegen:
- Crown Melbourne, Melbourne
- Crown Perth, Perth
- Aspinall's, London
- Melco Crown Entertainment Limited, (33,7 %)
  - Altira Macau, Macau
  - City of Dreams, Macau
  - Mocha Clubs, Macau
- Betfair Australasia Pty Ltd, (50 %)
- Aspers Holdings, London (50 %)
- Cannery Casino Resorts (24,5 %)

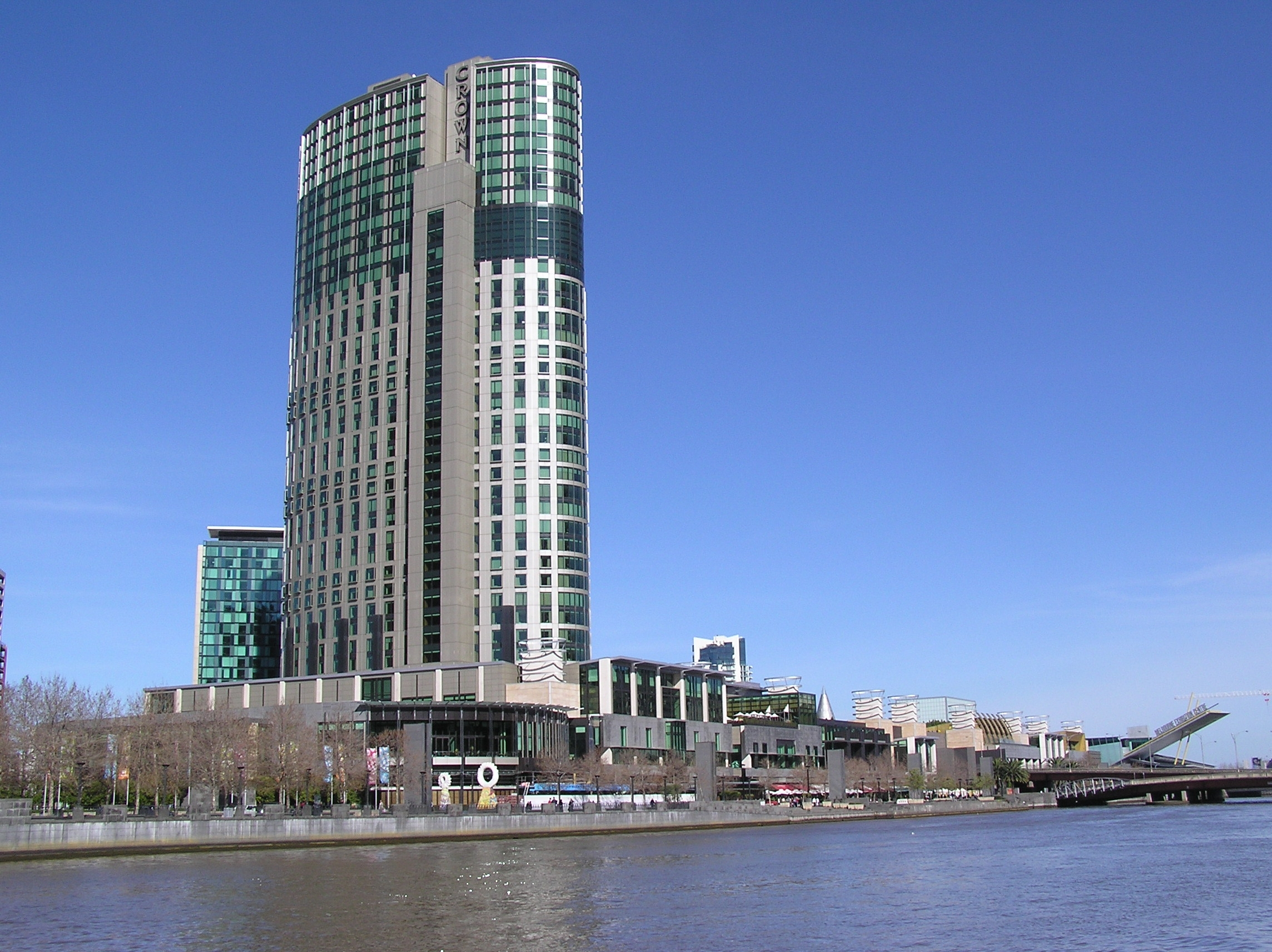
Crown Melbourne, Melbourne
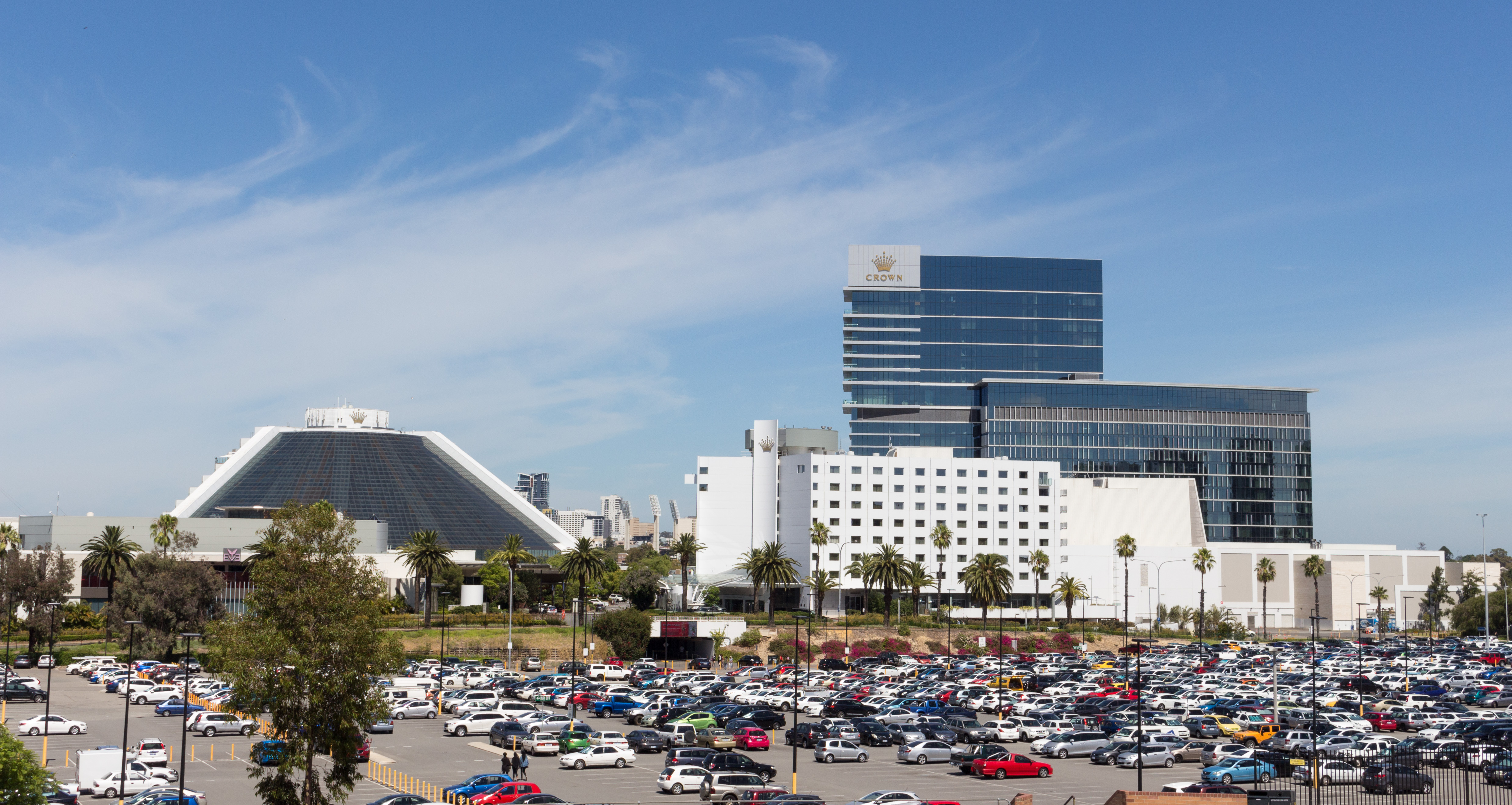
Crown Perth, Perth
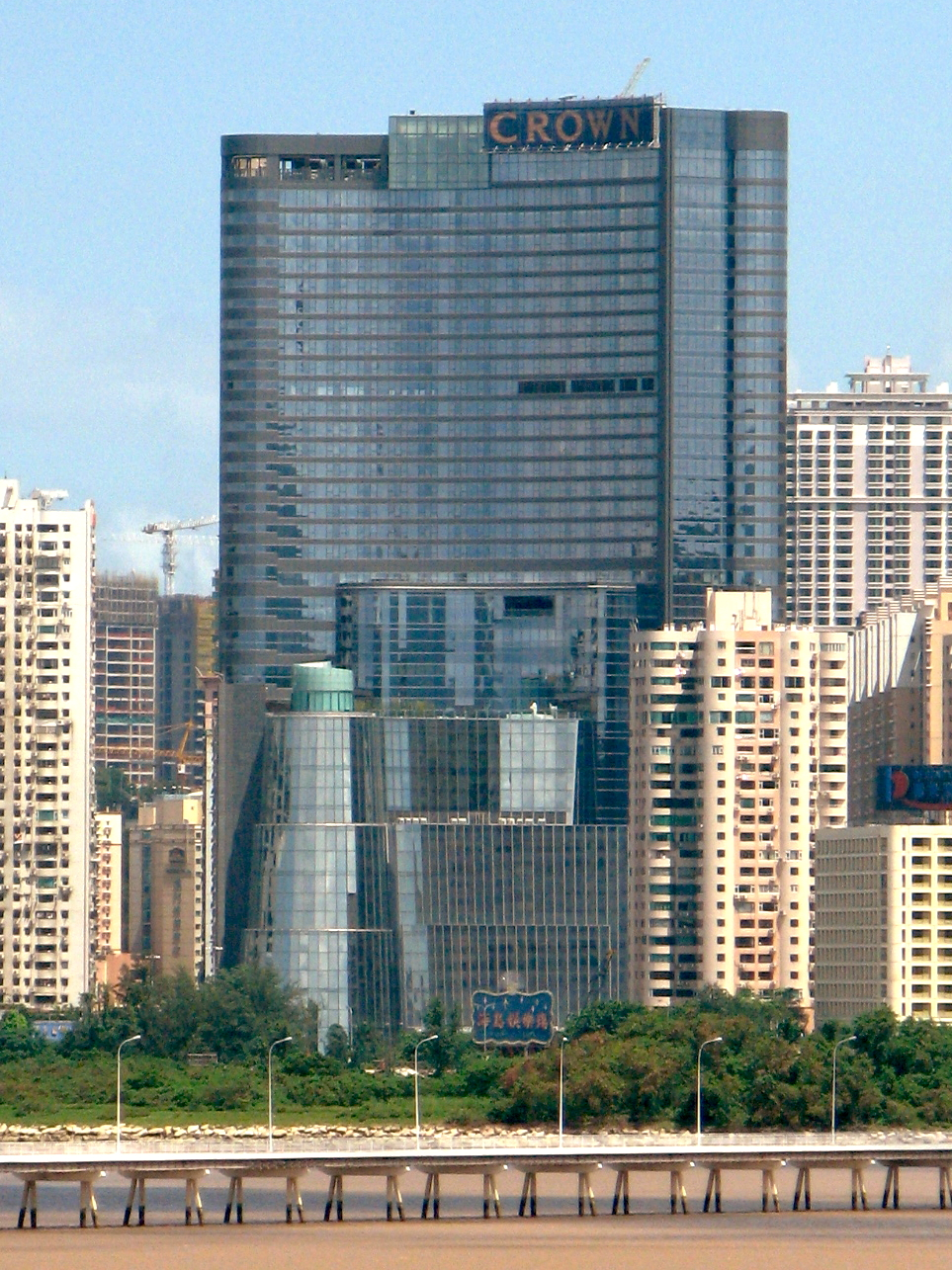
Altira Macau, Macau
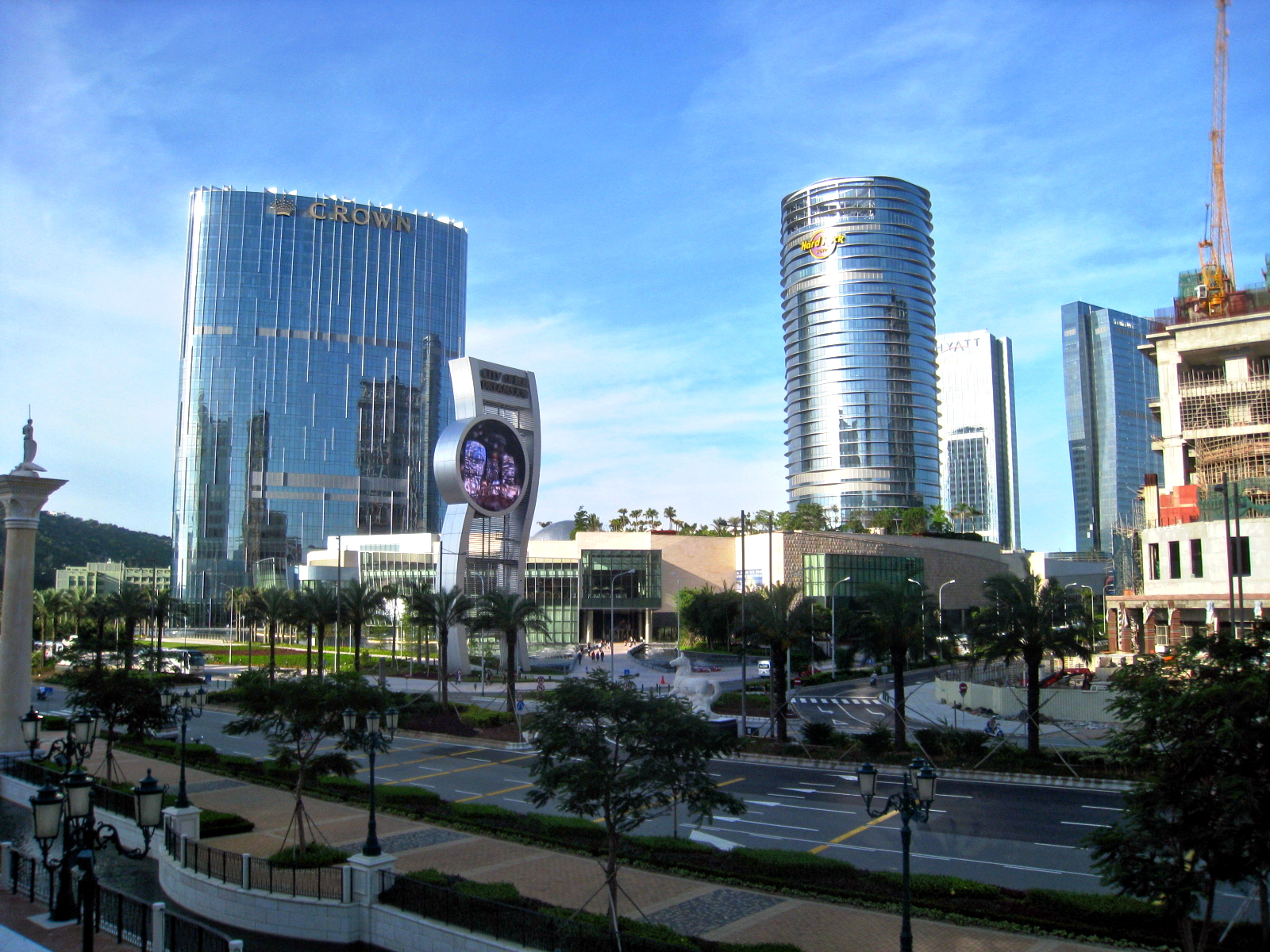
City of Dreams, Macao